# Ікосаедр
Ікоса́едр (двадцятигра́нник) — многогранник з 20 гранями. Назва походить від грец. εἴκοσι — двадцять і грец. ἕδρα — площа.
Існує нескінченно багато несхожих ікосаедрів, деякі з яких мають більше симетрій, інші менше. Найвідоміший (опуклий, незірчатий) правильний ікосаедр — один з правильних багатогранників, гранями якого є 20 правильних трикутників.

## Зірчасті форми ікосаедра
Ззірчення — це процес розширення граней або ребер багатогранника, поки вони не стикнуться з утворенням нового многогранника. Це здійснюється симетрично, так що результуюче тіло зберігає всі симетрії батьківського тіла.
У книзі «П'ятдесят дев'ять Ікосаедрів» (The Fifty-Nine Icosahedra) Гарольдом Коксетером із співавторами перераховано 58 таких зірчастих форм правильного ікосаедра.
З них багато має окрему грань в кожній з 20 площин, а тому є також ікосаедрами. Великий ікосаедр серед них.
Інші зірчасті форми мають більше однієї грані на кожній площині або формуються як з'єднання простіших багатогранників. Вони не є, строго кажучи, ікосаедрами, хоча і згадуються часто як такі.

## Пов'язані многогранники
| Симетрія: [5,3], (*532)               | Симетрія: [5,3], (*532) | Симетрія: [5,3], (*532) | Симетрія: [5,3], (*532) | Симетрія: [5,3], (*532) | Симетрія: [5,3], (*532) | Симетрія: [5,3], (*532) | [5,3]+, (532) |
| ------------------------------------- | ----------------------- | ----------------------- | ----------------------- | ----------------------- | ----------------------- | ----------------------- | ------------- |
|                                       |                         |                         |                         |                         |                         |                         |               |
|                                       |                         |                         |                         |                         |                         |                         |               |
| {5,3}                                 | t{5,3}                  | r{5,3}                  | t{3,5}                  | {3,5}                   | rr{5,3}                 | tr{5,3}                 | sr{5,3}       |
| Двоїсті до однорідних багатогранників |                         |                         |                         |                         |                         |                         |               |
|                                       |                         |                         |                         |                         |                         |                         |               |
| V5.5.5                                | V3.10.10                | V3.5.3.5                | V5.6.6                  | V3.3.3.3.3              | V3.4.5.4                | V4.6.10                 | V3.3.3.3.5    |

| Симетрія n32   | Сферична   | Сферична   | Сферична   | Сферична   | Евклідова  | Компактна гіперболічна | Компактна гіперболічна | Паракомп.  |
| Симетрія n32   | 232        | 332        | 432        | 532        | 632        | 732                    | 832                    | ∞32        |
| -------------- | ---------- | ---------- | ---------- | ---------- | ---------- | ---------------------- | ---------------------- | ---------- |
| Кирпаті фігури |            |            |            |            |            |                        |                        |            |
| Конфігурація   | 3.3.3.3.2  | 3.3.3.3.3  | 3.3.3.3.4  | 3.3.3.3.5  | 3.3.3.3.6  | 3.3.3.3.7              | 3.3.3.3.8              | 3.3.3.3.∞  |
| Фігури         |            |            |            |            |            |                        |                        |            |
| Конфігурація   | V3.3.3.3.2 | V3.3.3.3.3 | V3.3.3.3.4 | V3.3.3.3.5 | V3.3.3.3.6 | V3.3.3.3.7             | V3.3.3.3.8             | V3.3.3.3.∞ |